# Carga puntual
Una carga puntual es un modelo idealizado de una partícula que tiene carga eléctrica. Una carga puntual es una carga eléctrica situada en un punto adimensional.
La ecuación fundamental de la electrostática es la ley de Coulomb, que describe la acción de la fuerza eléctrica entre dos cargas. El campo eléctrico asociado a una carga puntual clásica crece hacia el infinito a medida que la distancia a la carga puntual disminuye hacia 0, lo que hace que la energía (y por tanto la masa) de una carga puntual sea infinita. En la electrodinámica cuántica, desarrollada en parte por Richard Feynman, el método matemático de renormalización elimina la divergencia infinita de la carga puntual.
El teorema de Earnshaw afirma que un conjunto de cargas puntuales no puede mantenerse en una configuración de equilibrio sólo por la interacción electrostática de las cargas.
Una carga puntual es una carga eléctrica en forma de punto, es decir, una carga sin extensión espacial. Esta idealización se utiliza en electrostática para describir las interacciones fundamentales entre los portadores de carga eléctrica. Las cargas puntuales, al igual que las cargas extendidas, generan campos eléctricos de modo que entre ellas actúa una fuerza electrostática. Las soluciones de las ecuaciones de campo con cargas puntuales se denominan soluciones de vacío. Se utilizan en el modelo de carga puntual.
Las cargas puntuales suelen ser una simplificación de la situación real. Los cuerpos macroscópicos nunca representan una carga puntual, sino que su carga se distribuye por el cuerpo o, en el caso de los conductores, en su superficie. Sin embargo, en muchos casos pueden aproximarse matemáticamente como cargas puntuales. Incluso los objetos del nivel atómico no suelen ser cargas puntuales, por ejemplo el protón. Sin embargo, se supone que el electrón es en realidad una partícula que tiene masa y carga puntuales. Lo mismo ocurre con los demás leptones y con los cuarks.